# Fucking With Fire - Live
Fucking With Fire - Live es el segundo DVD de la banda alemana de power metal Edguy que saliera el 20 de abril de 2009. Es un álbum en directo con el concierto en Sao Paulo de la gira Rocket Ride World Tour del disco Rocket Ride

## Canciones
- Catch Of The Century [Live In Sao Paulo 2006]

- Sacrifice [Live In Sao Paulo 2006]

- Babylon [Live In Sao Paulo 2006]

- Lavatory Love Machine (Live In Sao Paulo 2006)

- Vain Glory Opera [Live In Sao Paulo 2006]

- Land Of The Miracle [Live In Sao Paulo 2006]

- Fucking With Fire [Live In Sao Paulo 2006]

- Superheroes [Live In Sao Paulo 2006]

- Save Me [Live In Sao Paulo 2006]

- Tears Of A Mandrake [Live In Sao Paulo 2006]

- Mysteria [Live In Sao Paulo 2006]

- Avantasia [Live In Sao Paulo 2006]

- King Of Fools [Live In Sao Paulo 2006]

- Out Of Control [Live In Sao Paulo 2006]

- Rocket Ride World Tour 2006-2008 / The Documentary

- King Of Fools (Video)

- Lavatory Love Machine (Video)

- Superheroes (Video)

- Ministry Of Saints (Video)

- Datos: Q612760